# Hespéridine
L'hespéridine est un flavonoïde naturel contenu dans le flavédo d'orange et utilisé pour le traitement de la fragilité des capillaires sanguins.

## Définition, structure
L’hespéridine est un flavonoïde, plus précisément c’est un hétéroside flavonoïque (et même plus spécifiquement un rutinoside), constitué de deux parties :
- Une partie osidique : le rutinose

C’est un disaccharide constitué d’un alpha-L Rhamnose lié à un béta-D glucose par liaison alpha 1-6 glycosidique.
- Une partie aglycone (ou génine) : l’hespérétine

C’est une flavanone (= dihydro-flavone =flavone hydrogénée en 2 et en 3).
C’est un dérivé  du 2-phényl chromone (= benzo-gamma pyrone substituée en 2 par un phényle).
Substitué en 5, en 7 ainsi qu’en 3’ (sur le phényl) par des groupements hydroxyle et en 4’ par un méthoxy.
Le rutinose est lié à l'hespérétine par une liaison O-hétérosidique. Cette liaison engage l'hydroxyle porté par le carbone anomérique du glucose et celui porté par l'hespérétol en 7.

## Principales sources d’hespéridine
L'hespéridine est un des principaux Citroflavonoides présents chez les espèces du genre Citrus, (appartenant à la famille des Rutacées).
Les espèces du genre Citrus, (telles que l’oranger doux, le citronnier, le limettier …) sont des arbres ou des arbustes, cultivés abondamment dans les régions tempérées chaudes (Bassin méditerranéen, Floride, Californie, Australie…).
Les feuilles sont généralement simples et persistantes
Les fleurs, groupées en petites grappes, parfois solitaires, ont une corolle formée de 4 à 5 pétales généralement blancs.
Les étamines, très nombreuses, sont souvent soudées en faisceaux par leurs filets.
Les feuilles et les fleurs portent des glandes produisant une huile essentielle à odeur suave caractéristique.
- Citrus aurantiifolia = le limettier (Citron vert)
- Citrus aurantium = le bigaradier (Oranger amer)
- Citrus clementina = le clémentinier
- Citrus deliciosa = le mandarinier
- Citrus limon = le citronnier
- Citrus maxima  = le pamplemoussier
- Citrus sinensis  = l’oranger doux (spécialement 'Ovale Calabrese')

Le fruit est une baie particulière : l’agrume.
Elle est enveloppée d'une écorce parfois très épaisse, le zeste (épicarpe)
Elle est formée par la réunion de 10 à 15 carpelles dont la pulpe, formée de poils charnus, est souvent plus ou moins acide et sucrée ou amère.
Les citroflavonoïdes dont l’hespéridine, sont prédominants dans les écorces d'agrumes : oranges, citrons ou pamplemousses.
Les oranges douces (citrus sinensis) sont les sources diététiques les plus riches de l'hespéridine.
- La couche externe des écorces d'orange, appelée le flavédo, doit sa couleur jaune orangé aux flavanones.
- En dessous de cette fine couche colorée se trouve une seconde couche blanche appelée albédo qui ne contient aucun flavanone soluble.

La peau et les parties membraneuses de ces fruits ont les concentrations les plus élevées en hespéridine.
Par conséquent, le jus d'orange contenant la pulpe est plus riche en flavonoïdes que celui sans pulpe.

## Propriétés pharmacologiques
On retrouve l’hespéridine dans la composition de certaines spécialités telles que :
- CIRKAN® comprimé (petit houx, hespéridine méthylchalcone, acide ascorbique)
- DAFLON®cpr 500 mg (fraction flavonoique purifiée micronisée hespéridine 50/diosmine 450)
- CYCLO 3® FORT gélule/ampoule buvable (Ruscus aculeatus, hespéridine méthylchalcone, acide ascorbique)

En France, l’hespéridine n’est commercialisée que sous forme d’associations, notamment avec la vitamine C (ou acide ascorbique). Notons qu’elle n’est pas utilisée telle quelle, mais sous forme de dérivé  hémi-synthétique : l’hespéridoside méthylchalcone obtenu par l’ouverture du cycle.
Cela permet de passer d’un composé amer (hésperidine) à un composé sucré (hésperidine methylchalcone).
L'hesperidine est utilisée pour ses propriétés : vasculoprotectrice, veinotonique et anti-hémorroïdaire.

### Activité vasculoprotectrice
L'hespéridine fait partie des bioflavonoïdes : c'est ainsi qu'on appelle les flavonoïdes ayant une activité vitaminique P. Les facteurs vitaminiques P (pour « perméabilité ») sont des cofacteurs de la vitamine C (acide ascorbique).

#### Effet vasculoprotecteur direct
Elles sont capables de diminuer la perméabilité des capillaires et d’augmenter leur résistance. En effet par fixation sur le collagène de la membrane basale, elles assurent une meilleure stabilité de celle-ci. Cette action est réalisée avec la participation de la vitamine C. D'où leur utilisation dans la prévention des accidents hémorragiques d’origine hypertensive, diabétique (hémorragies rétiniennes), dans les purpuras, ainsi que dans les manifestations de l’insuffisance veineuse.

#### Effet vasculoprotecteur indirect
La principale propriété des flavonoïdes est leur capacité antioxydante. Cette faculté leur permet de capter les radicaux libres, notamment l'ion superoxyde (produit lors d'une inflammation). Ces radicaux libres ont la propriété d'attirer par chimiotactisme les leucocytes. Ceux-ci sont alors "activés" et libèrent un certain nombre d'enzymes, dont l'élastase, responsable de la dégradation de l'élastine présente au niveau de la membrane basale des vaisseaux, ce qui entraine une fragilité et des lésions vasculaires. Ces lésions vasculaires vont entrainer une augmentation de la perméabilité vasculaire responsable de la fuite des constituants du plasma en dehors des vaisseaux (hématome).
La captation des radicaux libres par les flavonoïdes entraîne donc une diminution du chimiotactisme des leucocytes et une inhibition des élastases ainsi libérées, ce qui augmente la résistance des vaisseaux et diminue leur perméabilité.

### Activité Veinotonique
L'hespéridine est un inhibiteur des COMT(Catéchol-O-Méthyl Transférase), qui sont les enzymes de dégradation des catécholamines. Une inhibition de la dégradation est suivie d'une augmentation de la concentration des catécholamines, dont fait partie l'adrénaline. L'adrénaline provoque entre autres une vasoconstriction des vaisseaux et favorise donc le retour veineux.
C'est pourquoi l'hespéridine entre dans la composition des spécialités ayant pour indications le traitement des insuffisances veineuses.

### Activité anti-hémorroïdaire
L'effet anti-hémorroïdaire est obtenu par l'association de l'effet vasculoprotecteur et de l'effet veinotonique.